# Agrodiaetus barthae
Agrodiaetus barthae är en fjärilsart som beskrevs av Pfeiffer 1932. Agrodiaetus barthae ingår i släktet Agrodiaetus och familjen juvelvingar. Inga underarter finns listade i Catalogue of Life.